# Liste der estnischen Botschafter beim Heiligen Stuhl
Die Liste der estnischen Botschafter beim Heiligen Stuhl bietet einen Überblick über die Leiter der estnischen diplomatischen Vertretung beim Heiligen Stuhl.
Die Aufnahme diplomatischer Beziehungen zwischen Estland und dem Heiligen Stuhl erfolgte in den 1930er-Jahren. Nach der Wiedererlangung der Unabhängigkeit kam es Oktober 1991 zur Wiederaufnahme der diplomatischen Beziehungen. Der erste estnische Botschafter wurde 1993 ernannt. Es handelt sich hierbei um einen nicht-residierenden Botschaftsposten.
| Amtszeit  | Name                           | Anmerkung   |
| --------- | ------------------------------ | ----------- |
| 1933–1939 | Otto August Strandman          | Gesandter   |
| 1939–1940 | Karl Selter                    | Gesandter   |
| 1940–1991 | keine diplomatische Vertretung |             |
| 1993–1996 | Tiit Matsulevitš               | Botschafter |
| 1997–2000 | Margus Laidre                  | Botschafter |
| 2001–2003 | Indrek Tarand                  | Botschafter |
| 2003–2006 | Priit Kolbre                   | Botschafter |
| 2007–     | Jüri Seilenthal                | Botschafter |